# Krasew
Krasew – wieś w Polsce, położona w województwie lubelskim, w powiecie radzyńskim, w gminie Borki.
W latach 1954–1959 wieś należała i była siedzibą władz gromady Krasew, po jej zniesieniu należała do gromady Wola Osowińska. W latach 1975–1998 wieś administracyjnie należała do ówczesnego województwa lubelskiego.
Wieś stanowi sołectwo gminy Borki. Według Narodowego Spisu Powszechnego z roku 2011 wieś liczyła 755 mieszkańców.
Przez wieś płyną rzeki Bystrzyca i Mała Bystrzyca. Znajduje się tam cmentarz poległych w czasie II wojny światowej.
Wierni Kościoła rzymskokatolickiego należą do parafii św. Małgorzaty w Ulanie-Majoracie lub do parafii Narodzenia Najświętszej Maryi Panny w Woli Osowińskiej.

## Integralne części wsi
| SIMC    | Nazwa      | Rodzaj    |
| ------- | ---------- | --------- |
| 1024066 | Łan        | część wsi |
| 1024072 | Maków      | część wsi |
| 1024089 | Poddąbrowa | część wsi |
| 1024095 | Przymiarki | część wsi |
| 1024103 | Ruda       | część wsi |
| 1024385 | Sachalin   | część wsi |
| 1024400 | Starowieś  | część wsi |

## Historia
Wieś szlachecka z XV wieku początkowo w parafii łukowskiej, w roku 1418 było tu także  czterech osiadłych kmieci. W dokumentach źródłowych występuje jako „Crasow” i „Craszow”. W 1529 r. „Crassow” i „Crasow” należał już do parafii Ulan erygowanej po 1418 r. W 1533 r. istniała tam Ruda żelaza z młynem rudnickim o 3 kołach (dzisiejsza nazwa części wsi Ruda  pochodzi od tamtej rudnicy). W 1564 roku były w Krasowie 4 łany ziemi i 2 młyny w rękach szlachty zagrodowej oraz dwa majątki szlachty z kmieciami pracującymi na roli. W tym mniej więcej okresie z Krasowa wyodrębniają się dwa byty osadnicze bowiem w  1595 roku odnotowano w parafii Ulan „Krassow” i „Crassow maior” (potwierdzają to kościelne księgi wizytacyjne). Podział na dwie wsie nastąpił pewnie przed 1580 rokiem a przetrwał przez XVII i XVIII wiek.
W 1721 roku księgi wizytacyjne kościelne wskazują na „Stary Krasow” i „Krasow Nowy”. W spisie z 1827 r. odnotowano Kraszew Stary i Kraszew Wielki co wskazuje, iż pierwszy nazywany był poprzednio mniejszym Krasewem. SgKP wymienia tylko jedną wieś Kraszew podając odmiany nazewnictwa stosowane dla wsi (Kraszew, Krassów, Kraszew).